# Élyon de Jacqueville
Élyon de Jacqueville (mort en 1417 à Chartres) était un chevalier et capitaine bourguignon, originaire du Gâtinais, actif pendant la guerre de Cent Ans et la guerre civile entre Armagnacs et Bourguignons. Proche du duc de Bourgogne Jean sans Peur, il servit comme chambellan et maître d’hôtel, devenant un homme de confiance chargé de sa sécurité. Figure clé de la révolte cabochienne de 1413 à Paris, où il fut nommé capitaine de la ville, il s’illustra par ses actions violentes et son rôle de meneur aux côtés des bouchers et écorcheurs parisiens. Banni de Paris après l’échec de la révolte, il fut protégé par Jean sans Peur, qui lui confia des commandements militaires, notamment dans le Tonnerrois en 1414 et à Rochefort-sur-le-Doubs. En 1417, nommé capitaine de Chartres, il fut assassiné dans l’église Notre-Dame par Hector de Saveuse à la suite d’une querelle personnelle.

## Biographie
Originaire du Gâtinais, Élyon de Jacqueville commença sa carrière au service du connétable Charles d’Albret entre 1404 et 1407, avant d’entrer en 1408 dans l’hôtel de Jean sans Peur, duc de Bourgogne, où il devint chambellan et maître d’hôtel. En 1412, il supplanta Lourdin de Saligny, accusé de complot, renforçant sa position auprès du duc. La même année, il participa au siège de Bourges contre les Armagnacs et accompagna Jean sans Peur à Auxerre et Sens lors des négociations de paix. 
En août 1412, il fut chargé d’intercepter à Boulogne-sur-Mer le moine Jacques Legrand, porteur de documents compromettants pour les Orléanais, qu’il tua après un refus de coopération.
En 1413, Jacqueville joua un rôle central dans la révolte cabochienne, un soulèvement parisien soutenu par Jean sans Peur. Nommé capitaine de Paris, il mena les émeutes des 27 et 28 avril, assiégeant la Bastille Saint-Antoine pour capturer l’ancien prévôt Pierre des Essarts. Avec Simon Caboche et Denis de Chaumont, il forma un triumvirat dirigeant la ville, orchestrant des arrestations et des exécutions, notamment celle de Jacques de la Rivière, tué d’un coup de massue en prison après une altercation.
 Ses actes de violence, comme l’incendie de l’église de Sillières (1411) et la destruction de Thoury (1412), où des civils furent brûlés, soulignent sa brutalité.
 Banni de Paris en décembre 1413 après l’échec de la révolte, Jacqueville fut protégé par Jean sans Peur, qui lui confia la capitainerie de Rochefort-sur-le-Doubs et une pension de 1 000 livres tournois. 
En 1414, il mena une campagne dans le Tonnerrois contre Louis de Chalon, comte de Tonnerre, défendant Châtillon-sur-Seine contre un assaut de 600 hommes et participant à la dévastation des châteaux de Cruzy, Argenteuil, Laignes, Griselles, Channes, et de l’abbaye de Saint-Michel. 
L'année suivante, il participa à la défense de Harfleur contre les Anglais, demandant des renforts au roi et au dauphin.En 1417, après la prise de Chartres, Jacqueville fut nommé capitaine de la ville. Une querelle avec Hector de Saveuse, liée au vol d’un parent de ce dernier, dégénéra. Le 20 août 1417, Hector, avec Jean de Crèvecœur, Philippe de Saveuse, Hues de Bours, et une douzaine de complices, attaqua Jacqueville dans l’église Notre-Dame de Chartres.
 Traîné dehors, il fut battu à mort et succomba trois jours plus tard,. Jean sans Peur, furieux, saisit les biens de Saveuse mais le réconcilia rapidement pour des raisons militaires.

## Héritage
Élyon de Jacqueville reste une figure controversée de la guerre civile entre Armagnacs et Bourguignons. Sa brutalité lors de la révolte cabochienne, marquée par des exécutions sommaires et des pillages, contribua à ternir l’image des Bourguignons à Paris. Son rôle dans l’assassinat de Jacques de la Rivière et les destructions à Thoury et Sillières témoignent de son caractère impitoyable, tandis que sa loyauté envers Jean sans Peur lui valut une protection constante jusqu’à sa mort. Les chroniques d’Enguerrand de Monstrelet et de Jean Le Fèvre soulignent son importance comme capitaine bourguignon, mais aussi les tensions qu’il suscita, culminant dans son assassinat par Hector de Saveuse. Aucun monument ou hommage spécifique n’est associé à son nom, mais son action dans la révolte cabochienne marque un épisode clé des troubles parisiens de 1413.